# Erwin Hartung
Erwin Hartung (* 4. März 1901 in Bromberg, Provinz Posen; † 25. Januar 1986 in Düsseldorf) war ein deutscher Schauspieler und Sänger. In den 1930er Jahren war er einer der meistbeschäftigten Refrainsänger auf deutschen Schallplatten.

## Leben / Wirken
Von Hause aus war er Schauspieler und Operetten-Buffo, sein Rollenfach war der „singende Bonvivant“. Er begann seine Laufbahn 1920 am Städtischen Schauspiel in Bayreuth, bevor er nach weiteren Engagements am Stadttheater Konstanz und in Breslau 1925 nach Berlin kam. Hier gehörte er nach verschiedenen kleineren Engagements seit 1926/1927 dem Ensemble des Theaters im Admiralspalast an und wirkte dort in den Haller-Revuen mit. 1929 wurde er von dem Orchesterleiter Paul Godwin für die Schallplatte entdeckt. Seitdem riss die Serie der Schallplatten-Aufnahmen mit ihm als Refrainsänger nicht ab, zum Teil unter Pseudonym: oft als Ernst Harten oder Hans Horsten. Es gibt mindestens 3000 Aufnahmen mit ihm, wahrscheinlich sogar über 5000.
Von 1939 bis 1946 war er mit der erfolgreichen Operettensängerin Mara Jakisch verheiratet. Aus dieser Ehe ging der Sohn Götz Hartung hervor. 1955 heiratete er erneut. Mit seiner zweiten Frau Adelheid († 2021) verbrachte er seine letzten Lebensjahre in Düsseldorf.
Neben seiner Schallplatten-Tätigkeit wirkte Hartung auch weiter als Schauspieler auf der Bühne und in Filmen mit. In dem Film „Husarenliebe“, einem Militärschwank von 1932, spielte er eine Hauptrolle.
Weitere Filme waren:
- 1933  Kind, ich freu’ mich auf Dein Kommen (Regie: Kurt Gerron)
- 1933/34 Wir parken wo es uns gefällt
- 1934/35 Ein falscher Fuffziger
- 1935 Der Mann mit der Pranke
- 1935 Die Werft Zum grauen Hecht
- 1935 April, April! (Regie: Detlef Sierck)
- 1936 Der Herr Papa
- 1936 Das Veilchen vom Potsdamer Platz
- 1936/37 Der Klapperstorchverband
- 1936/37 Krach und Glück um Künnemann
- 1937 Heiratsinstitut Ida & Co.
- 1937 Wenn einer eine Reise tut …

Fernsehen
- 1962/63 In der Strafkolonie (Sender Freies Berlin)
- 1977 Onkel Silas (ZDF)

Schon 1936 trat er mit Emanuel Rambour und seinem Orchester auch im noch jungen deutschen Fernsehen auf. Nach dem Zweiten Weltkrieg trat Hartung als Interpret von Stimmungsliedern hervor und spielte bis in die 1970er Jahre vereinzelt kleine Rollen am Theater und im Fernsehen. Mit Ernst Deutsch und Klaus Kammer spielte er 1962/63 beim SFB in dem Fernsehspiel In der Strafkolonie nach Franz Kafka. 1977 war er in dem TV-Zweiteiler Onkel Silas unter der Regie von Wilhelm Semmelroth an der Seite von Hannes Messemer im ZDF zu sehen.
Nach dem Zweiten Weltkrieg machte er beim Ost-Berliner Label AMIGA zahlreiche Aufnahmen: Details siehe hier:

## Diskografie (Auswahl)
- 1932 Eine Muh, eine Mäh (Wilhelm Lindemann / Waldemar Alfredo), Erwin Hartung mit Knabenchor und Orchester, Telefunken Nr. A 1268
- 1934 Ali Baba (Mawerski / Arbinger), Tanz-Orchester Oskar Joost mit Refraingesang: Erwin Hartung, Grammophon Nr. 1513-A
- 1935 Schön ist die Liebe im Hafen (Bazant / Schachner) Vortrag: Erwin Hartung und Isa Vermehren mit Chor und kleinem Begleitorchester, Telefunken Nr. A 1786
- 1935 Eine Seefahrt, die ist lustig (Borders / Schultze) Adalbert Lutter und das Telefunken-Tanzorchester, Gesang: Erwin Hartung und Isa Vermehren mit Chor, Telefunken Nr. A 1821
- 1936 Du bist verkehrt verheirat’ (Friedel Goebel), Adalbert Lutter mit seinem Orchester, Gesang Erwin Hartung, Telefunken Nr. M 6237
- 1936 Auf der Reeperbahn nachts um halb eins (Ralph Arthur Roberts) Adalbert Lutter mit seinem Orchester, Gesang: Erwin Hartung und Isa Vermehren mit Chor und Gesangs-Quartett, Telefunken Nr. A 2096
- 1937 Lambert’s Nachtlokal (Lambeth Walk) (Gay / Ralph Maria Siegel) Tanz-Orchester Egon Kaiser mit Refraingesang: Erwin Hartung, Grammophon Nr. 2919 B
- 1938 Im grünen Klee (Reinfeld / Bruno Balz), Tanzorchester Adalbert Lutter, Refraingesang: Erwin Hartung, Telefunken Nr. M 6702
- 1943 Was dir fehlt, ist etwas gute Laune (Adolf Steimel / Bennefeld), Erwin Hartung mit Tanzorchester Adalbert Lutter, Telefunken Nr. A 10518
- 1943 Auf den Winter folgt der Frühling (Ludwig Schmidseder / Günther Schwenn) Erwin Hartung mit Tanzorchester Adalbert Lutter, Telefunken Nr. A 10522
- 1943 Ein Glaserl Wein und eine Lieblingsmelodie (Evelyn Rehs), Erwin Hartung mit Tanzorchester Adalbert Lutter, Telefunken Nr. A 10522

Unter dem Pseudonym „Ernst Harten“
- 1931 Wir sind immer gute Kameraden (Marbot / Reisfeld; aus dem Tonfilm „Zwei gute Kameraden“) Richard Forst und sein Orchester, Refraingesang: Ernst Harten, Tempo Nr. B 126
- 1933 Du bist mein guter Kamerad, mein Schatz (Walk / Degener), Kapelle Wilhelm Greiss, Gesang: Ernst Harten, Brillant-Spezial Nr. B 126
- 1933 Wenn ich so könnte, wie ich möchte … (Bruno Balz / Herbert Kauler; aus dem Tonfilm „Wenn ich König war“), Kapelle Eugen Jahn, Gesang: Ernst Harten, Record Nr. 120
- 1933 An der Donau, wenn der Wein blüht (Franz Grothe / Alois Melichar / Hanns Dekner; aus dem Ufa-Tonfilm „Der Walzerkrieg“), Kapelle Eugen Jahn, Gesang: Ernst Harten, Tempo Nr. 0010
- 1936 Eine Braut in Shanghai (v. Fenyas / H. Schachner; aus dem Zarah-Leander-Tonfilm „Premiere“), Walter Raatzke mit seinem Orchester, Gesang Ernst Harten, Brilliant-Spezial Nr. 1053
- 1937 Die Juliska aus Budapest (Fred Raymond / Günther Schwenn; aus der Operette „Maske in Blau“), Walter Raatzke mit seinem Orchester, Gesang: Ernst Harten, Tempo Nr. 1160

Unter dem Pseudonym „Hans Horsten“
- 1935 Wenn die Sonja russisch tanzt (Eric Plessow / Edmund Kötscher / Karuck), Georg Grüber und sein Tanz-Orchester, Gesang: Hans Horsten, Schallplatten-Volksverband Clangor Nr. T 4371
- 1936 In Santa Marguerita (Ludwig Schmidseder / Richter), Theo Held und sein Orchester, Gesang: Hans Horsten, Schallplatten-Volksverband Clangor Nr. T 4484
- 1936 Wenn die Sonne hinter den Dächern versinkt (Peter Kreuder / Günther Schwenn), Theo Held und sein Orchester, Gesang: Hans Horsten, Schallplatten-Volksverband Clangor Nr. T 4497
- 1936 Dort, wo du hingehst (Viola)(Peter Kreuder / Hans Fritz Beckmann; aus dem Tonfilm „Allotria“), Theo Heldt und sein Orchester, Gesang: Hans Horsten, Schallplatten-Volksverband Clangor Nr. T 4503
- 1936 Eine Nacht mit Dir allein (Au recoir not good-bye) (Jos. Gilbert / Amberg), Theo Heldt und sein Orchester vom Wintergarten-Café in Berlin, Gesang: Hans Horsten, Schallplatten-Volksverband Clangor Nr. T 4536
- 1936 Annabell (Peter Kreuder / Hans Fritz Beckmann), Theo Heldt und sein Tanz-Orchester, Gesang: Hans Horsten, Schallplatten-Volksverband Clangor Nr. T 4570
- 1936 Wozu ist die Straße da? (Hans Lang / Josef Petrak; aus dem Tonfilm „Lumpacivagabundus“), Großes Paloma-Jazz-Orchester, Gesang: Hans Horsten, Paloma Electro Record, Austria Nr. T 4540
- 1939 Du hast Glück bei den Frau’n, Bel Ami (Theo Mackeben / Hans Fritz Beckmann; aus dem Willi-Forst-Film „Bel Ami“), Kurt Widmann und sein Tanzorchester aus der Imperator-Diele in Berlin, Gesang: Hans Horsten, Schallplatten-Volksverband Clangor Nr. T 4661
- 1939 Kann denn Liebe Sünde sein? (Lothar Brühne / Bruno Balz), Kurt Widmann und sein Tanzorchester aus der Imperator-Diele in Berlin, Gesang: Hans Horsten, Schallplatten-Volksverband Clangor Nr. 4665
- 1939 Elefant und Mücke (Ralph Maria Siegel), Kurt Widmann und sein Tanzorchester aus der Imperator-Diele in Berlin, Gesang: Hans Horsten, Schallplatten-Volksverband Clangor Nr. T 4666

Ohne Namensnennung:
- 1931 Das Blumenmädchen von Neapel (Roderich Lander), Jazz-Sinfonie-Orchester Joe London mit Refraingesang, Brillant Nr. 3090
- 1932 Wenn eine Frau dir etwas verspricht (Faber / Bremer), Jazz-Sinfonie-Orchester Joe London mit Refraingesang, Brillant Nr. 3113
- 1935 Sensation am Broadway (Lullaby of Broadway), (Harry Warren / Hans Fritz Beckmann), Paloma-Tanzorchester (Theo Heldt) mit Refraingesang, Paloma Nr. T 4482